# Guanilato disódico
El Guanilato disódico es una sal ácida del ácido guanílico con sodio, derivado de la guanosina monofosfato (GMP). Se emplea en la industria alimentaria de los alimentos procesados como un potenciador del sabor (cuyo código es: E 627). También es conocido como 5'-Guanilato de sódio y 5'-Guanilato disódico. aparece en las etiquetas y literatura científica abreviado como GMP. Suele emplearse en combinación con el inosinato disódico (IMP) y el glutamato monosódico (MSG) por sus propiedades sinérgicas de potenciador del sabor. Proporciona igualmente tanto en alimentos de origen animal (carnes) como en aquellos de origen vegetal (verduras) un sabor umami.

## Usos
Es un potenciador del sabor bastante caro, es por esta razón por la que aparece en combinación con otros potenciadores. Aparece en trazas mínimas, y de forma natural, en algunas preparaciones de la cocina japonesa y de esta forma hay trazas en el kombu, en el katsuobushi (bonito seco), setas secas (por regla general shiitake). Las sopas instantáneas europeas poseen de la misma forma cantidades de GMP añadidas de forma artificial. Se incluye en numerosos alimentos en forma de aperitivo salados en forma de snacks como pueden ser las patatas chips de algunas marcas comerciales.